# Philipp Huster
Philipp Konstantin Huster (* 22. Mai 2002 in Portland, Oregon, Vereinigte Staaten) ist ein deutscher Beachvolleyballspieler.

## Karriere
Huster wuchs in Leipzig auf und spielte in seiner Jugend Hallenvolleyball bei den L.E. Volleys. 2019 begann er mit dem Beachvolleyball, zunächst mit verschiedenen Partnern auf diversen Jugendturnieren. 2021 erreichte er mit Laurenz Welsch bei der deutschen U20-Meisterschaft in Bochum Platz drei. Anschließend war Mio Wüst sein fester Partner. Huster/Wüst erreichten beim nationalen „King of the Court“-Turnier in Hamburg Platz fünf und qualifizierten sich über die German Beach Tour 2021 für die deutsche Meisterschaft in Timmendorfer Strand, bei der sie Platz dreizehn belegten. Zum Jahresende nahm Huster zusammen mit Sven Winter im brasilianischen Itapema erstmals an einem Turnier der FIVB World Tour teil. Anschließend startete er mit Lui Wüst im thailändischen Phuket auf zwei Weltmeisterschaften und erreichte in der U19- und in der U21-Kategorie jeweils Platz neun.
2022 und 2023 spielte Huster mit Simon Pfretzschner zusammen. Beim Future-Turnier der World Tour 2023 im thailändischen Satun gewannen die beiden ihr erstes internationales Turnier. Bei der German Beach Tour 2023 gelang Philipp Huster beim zweiten Turnier in München zusammen mit David Poniewaz ebenfalls der Turniersieg. Bei der Deutschen Meisterschaft 2023 landeten Huster/Pfretzschner auf Platzt neun.
2024 war zunächst Lui Wüst Husters fester Partner. Auf der German Beach Tour 2024 erreichten die beiden in Düsseldorf Platz fünf, in Bremen Platz drei, in München Platz drei und in Kühlungsborn beim ersten Turnier Platz zwei. Mit Jonas Sagstetter gewann Huster das zweite Turnier in Kühlungsborn. Bei der Deutschen Meisterschaft 2024 erreichten Huster/Wüst nach vier Siegen das Endspiel, welches sie gegen Nils Ehlers und Clemens Wickler verloren. Anschließend wurde Huster in Rio de Janeiro zusammen mit Maximilian Just Studentenweltmeister. Mit Just hatte er im November beim Challenge-Turnier in Haikou mit dem Erreichen des Halbfinales und somit dem vierten Platz seinen größten Erfolg. Bei den anschließenden gleichwertigen Turnieren in Chennai und in Nuvali landeten Huster/Just auf den Plätzen dreizehn und sieben.
Auf der World Beach Pro Tour 2025 hatten Huster/Just mit neunten Plätzen bei den Challenge-Turnieren in Yucatán und Alanya sowie mit Platz 13 beim Elite16-Turnier in Quintana Roo ihre besten Ergebnisse. Im Juli gewannen sie bei den Summer World University Games 2025 in Duisburg die Goldmedaille.